# La Culebra de Pico de Oro
La Culebra Pico de Oro fue la más famosa de las sociedades democráticas del Estado Soberano de Santander. Fundada por artesanos en 1864, con el nombre de los Pico de Oro y por sus enemigos bautizada como La Culebra Pico de Oro (mote que parece deberse a Adolfo Harker, uno de sus principales contradictores); surgió como respuesta a las reformas políticas y económicas ocurridas en Colombia en la segunda mitad del siglo XIX. La organización buscaba mejores utilidades económicas para sus afiliados, quienes tenían interés en la conquista de preeminencias políticas al tiempo que atribuían con resentimiento social a los alemanes y a quienes estaban vinculados en empresas de comercio, el monopolio de la riqueza y la ostentación de una superioridad agresiva que en su concepto lesionaba la dignidad de su gremio.

## Antecedentes

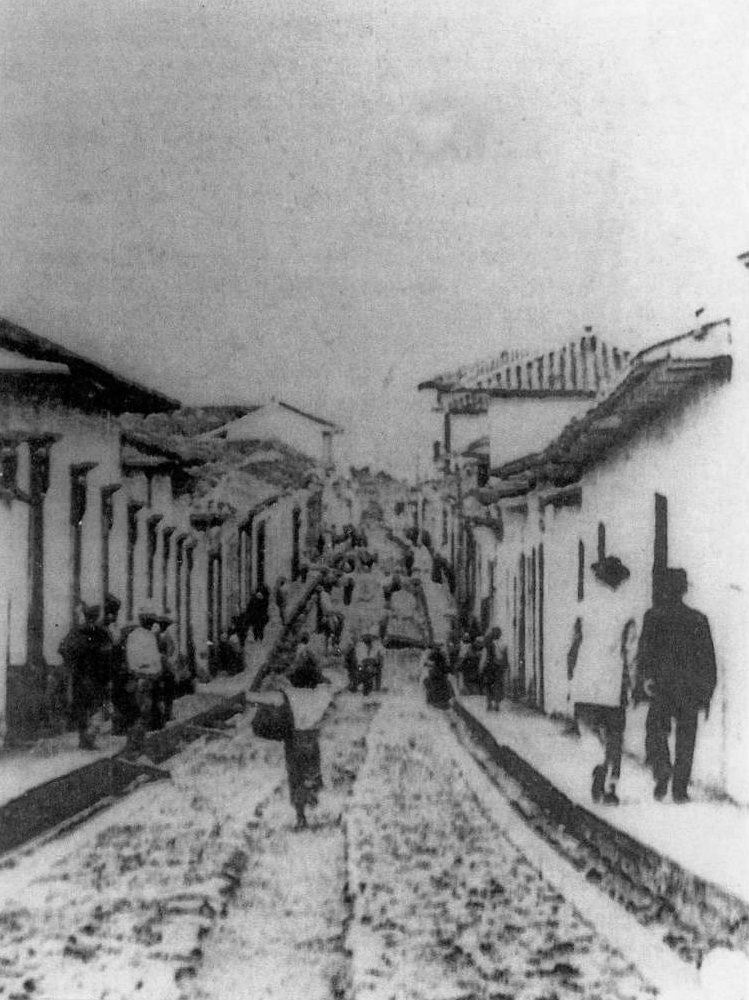
Bucaramanga en 1851

El triunfo del liberalismo radical en la primera mitad del siglo XIX llevó a la adopción de un sistema de libre cambio con la eliminación de las medidas de que protegían a la clase artesanal y que habían sido instauradas por José Ignacio de Márquez. El incremento en la actividad agroexportadora y el comercio junto con el aumento de las importaciones de productos manufacturados procedentes de Europa, ocasionó el empobrecimiento de los artesanos y el florecimiento económico de los comerciantes en la mayor parte del país. Como respuesta al nuevo sistema económico de libre cambio los artesanos urbanos bajo la influencia de los liberales radicales o gólgotas, decidieron organizarse en sociedades democráticas contribuyendo de manera decisiva en la elección de José Hilario López el 7 de marzo de 1849, cuando un grupo de ellos intimidó al Congreso de la República en pleno que se había reunido para elegir al Presidente de la nación en el Convento de Santo Domingo, obligando a Mariano Ospina Rodríguez a votar en contra de su propio candidato, Rufino Cuervo Barreto (padre del ilustre filólogo Rufino José Cuervo) para impedir una desgracia.
El adoctrinamiento de los liberales radicales a las sociedades democráticas en contra de los conservadores fue creando la idea de dos tipos de sociedad enfrentadas: la que defendía las jerarquías sociales y despreciaba a los humildes y la que simpatizaba con la causa del pueblo.
En ese contexto histórico, nace en 1864 en el Estado Soberano de Santander la sociedad democrática Culebra Pico de Oro, llamada así por sus adversarios los comerciantes alemanes y sus consocios los Mutis, los Valenzuela, Ordóñez, Puyana, Otero, etc., familias acaudaladas y de prosapia que pertenecían al Club de Soto.

## Los hechos
En el decenio de 1870 a 1880 ocurrió una oleada de inmigrantes alemanes hacia el Estado Soberano de Santander, en su mayoría atraídos por el éxito de Geo Von Lengerke quien había llegado hacia 1852, producto de la caldeada situación política y social que vivía la Confederación Germánica,derivada de la Revolución alemana de 1848-1849. Fueron más de 1000 alemanes quienes se dedicaron al ejercicio del comercio, la banca y el cultivo de la quina logrando controlar su explotación y exportación. Estos ciudadanos que en su mayoría eran jóvenes y solteros rápidamente alcanzaron una notable posición económica y social producto de su actividad comercial y de uniones matrimoniales con damas de la alta sociedad santandereana de la época originando una verdadera élite económica, cultural y social que fue vista por los artesanos de ese entonces como una amenaza para sus intereses.

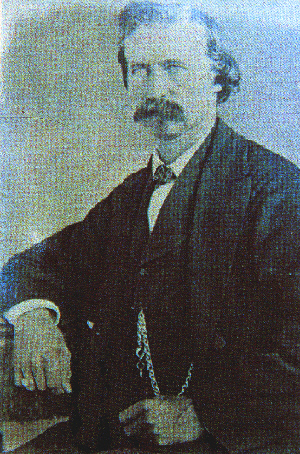
Geo Von Lengerke

### Septiembre 7
Esta lucha de clases enfrentó a los dos bandos en las elecciones al Cabildo Municipal el 7 de septiembre de 1879. 
La Culebra, dirigida por el Gobernador Pedro Rodríguez, el Alcalde Pedro Collazos Puyana, el director de la prisión Juan de la Cruz Delgado Ruilova y el comisario de policía Antonino Navarro; incluyó en su lista a Obdulio Estévez quien fue asesinado a las seis de la tarde de ese día en circunstancias confusas que los miembros de la Culebra atribuyeron a los comerciantes. Sin embargo, los hechos históricos parecen apuntar a la culpabilidad de Delgado Ruilova, quien en su condición de autoridad fijó por todo el pueblo unos carteles hechos en la imprenta de Jose Joaquin García ofreciendo recompensa a quien diera información acerca de los victimarios.
El cadáver de Estevez fue conducido para realización de la necropsia en el edificio del cabildo, en donde según los comerciantes, fue sometido a burlas y vejamenes por Collazos, Sánchez, Delgado Ruilova y Navarro.
Esa noche los miembros de La Culebra celebraron lo que consideraron su triunfo electoral con un baile en una casa en los extremos de la ciudad. Allí los concurrentes pudieron haber elaborado una lista de personas de diferentes partidos políticos, en su mayoría comerciantes y empresarios que ellos consideraban debían ser asesinadas. Eran ellas: José María Valenzuela, Alberto Fritsch, Tobías Valenzuela, Mariano Tobar, Federico Tobar, David Puyana, Eleuterio Rueda, Cayetano González, Santiago Samper, Adolfo Harker y el médico Guillermo Forero. 

### Septiembre 8
Al día siguiente mientras se realizaban las exequias de Estevez, en plena misa dominical en la iglesia de San Laureano, Cecilio Sánchez armado con un cuchillo intentó atacar al comerciante José María Valenzuela pero este reaccionó pegándole dos tiros que lo hirieron de muerte falleciendo al día siguiente, no sin antes confesar al párroco y a Dios sus pecados, según afirma Jose Joaquin García en las "Crónicas de Bucaramanga". Este punto de la historia no está claro porque en las declaración sumarial de Cecilio Sánchez tomada ad portas de la muerte, el 10 de septiembre consta que iba desarmado y que José María Valenzuela y Samuel D`Costa Gómez (con quien Sánchez había tenido una disputa menor meses antes), dispararon sobre el sin mediar palabra. Otras declaraciones en el proceso coinciden en afirmar que Valenzuela disparó sobre Sánchez mientras este estaba hincado acomodándose una de sus alpargatas y que posteriormente huyó. En todo caso, la misa dominical no se pudo completar porque se originó en ese momento una trifulca en el interior de la iglesia que obligó a todos los presentes a huir, incluyendo al sacerdote Santiago Mantilla quien ya estaba preparado para oficiar la ceremonia. 

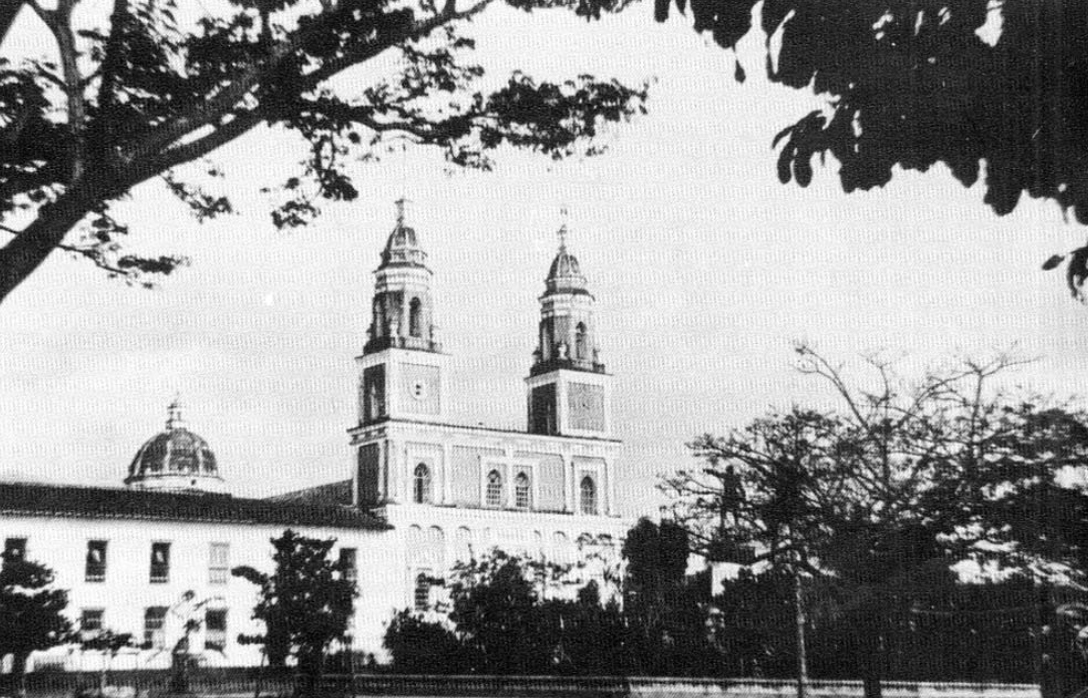
Iglesia de San Laureano

Los hechos que siguieron causaron la muerte del joven Luis Eduardo Mutis y los ciudadanos alemanes Hermann Hederich y Christian Goelkel quienes fueron acribillados en la Calle Real mientras acudían en auxilio de la casa Valenzuela que estaba siendo allanada, pues luego de cometer el homicidio sobre Sánchez, Valenzuela se había refugiado allí intentando escapar de la persecución en caliente de que fuera objeto por parte del Alcalde y sus soldados; quienes fueron recibidos a balazos por parte de Valenzuela y sus amigos del comercio. El homicidio de los alemanes, fue atribuido también a Juan de la Cruz Delgado Ruilova. Los ciudadanos heridos fueron el alemán Ernesto Múller y los colombianos Vicente Matos y Samuel Gómez Pradilla.

### Septiembre 9 al 11
La turba arengada y conducida por una autoridad que se sintió menoscabada, asaltó y saqueó las residencias de los comerciantes durante la noche del 8 y todo el día 9 de septiembre en ausencia de Pedro Rodríguez, Gobernador del Departamento de Soto, quien se había marchado al municipio de Tona para asistir a una boda, hecho por el cual posteriormente fue encontrado culpable de omisión y que le causó la destitución del cargo. Al ser informado de que en Bucaramanga se vivía una difícil situación de orden público el gobernador exclamó: "Y quien sabe cuantas cosas más habrán pasado", lo que fue interpretado por sus detractores como un indicio de su complicidad en los hechos. Varios ciudadanos se replegaron para organizar un improvisado ejército hacia los sitios conocidos como "Vijagual" y "Cabecera" mientras se producía la huida de varias familias a las fincas de Cabecera y Piedecuesta.
Las autoridades del estado no se percataron oportunamente de los eventos, pues el Alcalde Pedro Collazos Puyana estaba ocupado liderando a la chusma enardecida, de acuerdo con los relatos que hacen Jose Joaquin García en los libros "Crónicas de Bucaramanga" y Mario Acevedo Diaz en "La culebra pico de oro: historia de un conflicto social".

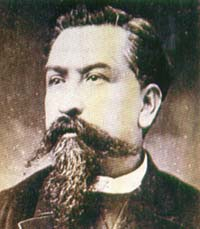
Solón Wilches

El general Solón Wilches, Presidente del Estado, debió desplazarse desde Socorro a controlar la situación entrando el 11 de septiembre en la ciudad. Convencido por una carta enviada por los notables del comercio, quienes le conminaron a reinstaurar el orden antes de que ellos debiesen hacerlo por su cuenta con los ejércitos privados que estaban organizando; Wilches destituyó y envió tras las rejas en forma inmediata a gobernador, alcalde, director de la prisión y comisario de policía. Los hechos terminaron con el juicio y prisión de varios de los miembros de la Culebra, la absolución de algunos y otros condenados a penas menores.
Levantada la prueba requerida por la ley, respecto de los crímenes de septiembre, el Juez dictó auto de prisión contra los siguientes: Pedro José Collazos Puyana, Juan de la Cruz Delgado Ruilova, Alejandro Padilla, Basilio Márquez, Carlos Delgado R., Víctor González, Antonino Navarro (alias Cascarero), Juan de Jesús Quirós, Pedro Martínez Romero, Marcelino Vega, Norberto Liscano Ramírez, Bernarda Durán, Juan Estevan Téllez, José Martínez (alias Cogollo),Gabino Durán,Eusebio Valenzuela, Rafael Antonio Olarte, Jesús Olarte, Clímaco Castillo, José María Cárdenas, Antonio Estevan, Hermógenes Peralta, Rudesindo López, Isaac Toscano, Rafael Consuegra, Sacramento Adarme, Tránsito Navas, Fermín Jáimez, Mauricio Domínguez, Felipe Sánchez, Dionisio Ortiz, Matías Orejuela, Nepomuceno Argüello, Santiago García, Jesús Meza, Antonio Sanabria, Sotero Riveros, Juan Bautista Parra, Manuel de Jesús Medina, Manuel Ruiz, Rafael Ronderos, Alejo Ortiz, Carlos Ruiz, Emeterio Gómez, Jesús Novoa, Carmelo Ramírez, Leoncio Camacho, Genaro Robayo, Policarpo Angarita, Isidro Guerrero, Clímaco Rueda, Rudesindo Camacho y José Ángel Navas según cuenta Jose Joaquin García en las "Crónicas de Bucaramanga".

## Consecuencias

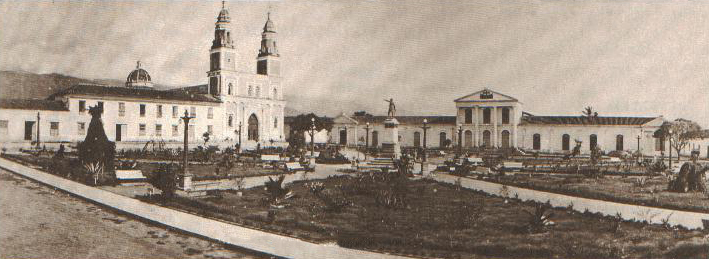
Plaza principal de Bucaramanga en 1879

El imperio Alemán, exigió una indemnización so pena de bombardear Barranquilla con sus naves de guerra, por lo que se destinó el pago de 75000 pesos a los deudos de los alemanes y se izó la bandera germana en la plaza principal de Bucaramanga para ser saludada con veintiún cañonazos en una discutida ceremonia de desagravio. 
Si bien, la gran mayoría de las gentes de la época consideraron las reclamaciones del imperio Alemán como excesivas e ignominiosas, para Adolfo Harker Mutis, testigo de los hechos y miembro sobresaliente de la sociedad bumanguesa de ese entonces; estas exigencias fueron insignificantes dada la magnitud de los acontecimientos, tal como lo relata en sus memorias escritas en 1906 (la narración de Harker ha sido cuestionada por sus vínculos de amistad, comercio y parentesco con los alemanes y las familias Valenzuela y Mutis). 
Un pasquín que circuló el día anterior a a la ceremonia de desagravio, titulado "La patria ante todo" expresaba lo que parecía ser el sentir general, pues las reclamaciones eran consideradas exageradas por parte del gobierno y humillantes por parte de la sociedad de Bucaramanga. La banda contratada para el acto no se presentó, los del pueblo del Socorro no querían prestar el cañón y nadie quiso ser testigo; sólo el alcalde, el cónsul alemán y un escuadrón de soldados asistieron. El comercio cerró sus puertas y las calles quedaron vacías.
Se produjo un ambiente hostil en torno a los alemanes, el comercio decayó, el Banco Santander fue clausurado y la ciudad se llenó de resquemores y desconfianza; por lo que muchas familias emigraron a las ciudades cercanas, mientras que otros regresaron a Alemania y muy pocos permanecieron en Bucaramanga, realizando grandes aportes al progreso de la región.
El Club de Soto se reestructuró, abrió sus puertas a otros ciudadanos no pertenecientes a la élite del comercio, pero que actuaron valerosamente en defensa de la ciudad en esos días y empezó a llamarse Club del Comercio.
Con los eventos de septiembre de 1879 termina la participación de las Sociedades Democráticas en la vida política del país y su lucha contra el sistema del libre cambio. La Constitución de 1886 se encargó del liquidarlas definitivamente al ordenar en el artículo 47 que quedaban prohibidas "las juntas políticas populares de carácter permanente", en clara alusión a las Sociedades Democráticas, únicas agrupaciones que tenían estas características.
Esta historia ha sido tema de una obra de teatro del mismo nombre escrita por Clara Maritza Guerrero, en la que no se dramatiza los sucesos reales sino que desarrolla una historia ficticia que puede haber ocurrido durante esos días de elecciones de 1879.
Los hechos ocurridos en esos aciagos días en Bucaramanga han llegado hasta hoy gracias a la narración que de ellos han hecho Jose Joaquin García en 1895 y Mario Acevedo Diaz en 1978. Es muy importante tener en cuenta que estos dos autores pertenecen al círculo social de los herederos de los comerciantes de ese tiempo (en el caso de García, vivo en aquella época), por lo que existen cuestionamientos acerca de la objetividad con que han presentado los hechos.
No existía hasta hace poco otra versión de los sucesos de septiembre de 1879 que permitiera un acercamiento hacia la visión del gremio de los artesanos, salvo sus declaraciones en los archivos judiciales del proceso, que Acevedo Díaz tuvo a bien incluir en el epílogo de su obra y algunas líneas de prosa pomposa de Manuel Serrano Blanco en su Libro de la raza, en el que coloca más atención en resaltar el texto con figuras idiomáticas y citas célebres de varios filósofos que en la recreación de los hechos. En todo caso, en su obra, Serrano Blanco intenta brevemente analizar las razones que pudo haber tenido la chusma para atacar a la élite del comercio.
Para algunos, como el historiador Gustavo Galvis Arenas, La Culebra Pico de Oro sigue viva pues cada vez que hay elecciones de Alcalde en la ciudad, se presenta la inevitable pugna entre el candidato de la élite y el de la chusma.